# Train of Thought
Train of Thought (englisch für „Gedankengang“) ist das siebte Studioalbum der US-amerikanischen Progressive-Metal-Band Dream Theater, welches im November 2003 erschien.

## Musikstil
Die Band beabsichtigte, beeinflusst von den Heavy-Metal-Covern, die Dream Theater während ihrer vorhergegangenen Welttournee spielte, ein hartes und lautes Metalalbum aufzunehmen. Sie spielte auf der Tour unter anderem die kompletten Alben Master of Puppets von Metallica und The Number of the Beast von Iron Maiden. Unter vielen Fans von Dream Theater gilt Train of Thought als das härteste Album, welches die Band bis dahin produziert hatte. Aus diesem Grund sprechen auch viele von dem Heavy-Metal-Album der Band.

## Titelliste
1. As I Am (John Petrucci, John Myung, Jordan Rudess, Mike Portnoy/John Petrucci) – 7:47
2. This Dying Soul (John Petrucci, John Myung, Jordan Rudess, Mike Portnoy/Mike Portnoy) – 11:28
IV. Reflections of Reality (Revisited)
V. Release
3. Endless Sacrifice (John Petrucci, John Myung, Jordan Rudess, Mike Portnoy/John Petrucci) – 11:23
4. Honor Thy Father (John Petrucci, John Myung, Jordan Rudess, Mike Portnoy/Mike Portnoy) – 10:14
5. Vacant (Jordan Rudess, John Myung/James LaBrie) – 2:58
6. Stream of Consciousness (Instrumental) (John Petrucci, John Myung, Jordan Rudess, Mike Portnoy) – 11:16
7. In the Name of God (John Petrucci, John Myung, Jordan Rudess, Mike Portnoy/John Petrucci) – 14:16

## Besonderheiten
- Das Album wurde in nur drei Wochen geschrieben und war bis zur Veröffentlichung von Distance over Time im Jahr 2019 das am schnellsten geschriebene Album der Band.[1]
- Das Lied „Honor Thy Father“ schrieb Mike Portnoy über seinen Stiefvater. Auf die Frage was ihn dazu bewog, diesen Song zu schreiben, antwortete Portnoy in einem Internet Relay Chat, er sei nicht gut im Schreiben eines Liebesliedes und schrieb deswegen ein „Hasslied“.[2]
- Es gibt einige offensichtliche Zusammenhänge zwischen Train of Thought und zu den vorhergehenden und den folgenden Dream-Theater-Alben:
  - Das Album hat sieben Lieder und es ist das siebte Studioalbum der Band. Der Vorgänger, Six Degrees of Inner Turbulence, hat sechs Lieder und der Nachfolger, Octavarium, hat acht.
  - Das erste Lied, „As I Am“, startet mit dem gleichen Symphonie-/Orchester-Geräusch, mit dem das letzte Lied von Six Degrees Of Inner Turbulence endet.
  - „This Dying Soul“ ist ein Teil von Mike Portnoys „Anonyme Alkoholiker-Serie“, die von seiner früheren Alkoholabhängigkeit und seinen Erfahrungen mit den Anonymen Alkoholikern erzählt. Die Serie beginnt mit dem Lied „The Glass Prison“ von Six Degrees of Inner Turbulence, das letzte Lied ist „The Shattered Fortress“ von Black Clouds & Silver Linings.
- „Stream of Consciousness“ ist das längste Instrumentalstück auf einem Studioalbum von Dream Theater. Stream Of Consciousness war außerdem der ursprünglich vorgesehene Titel für Falling into Infinity.
- Bei der Version von „As I Am“, die sich auf der Kompilation Greatest Hit (… And 21 Other Pretty Cool Songs) befindet, wurde das Wort „Fuck“ aus dem zweiten Vers entfernt.

## Charts und Chartplatzierungen
| ChartsChartplatzierungen       | Höchstplatzierung | Wochen |
| ------------------------------ | ----------------- | ------ |
| Deutschland (GfK)              | 16 (3 Wo.)        | 3      |
| Österreich (Ö3)                | 66 (1 Wo.)        | 1      |
| Schweiz (IFPI)                 | 44 (2 Wo.)        | 2      |
| Vereinigte Staaten (Billboard) | 53 (2 Wo.)        | 2      |